# Шаровы (Кировская область)
Шаровы — опустевшая деревня в составе Мурашинского района Кировской области.

## География
Находится недалеко от левого берега реки Молома на расстоянии примерно 54 километра по прямой на юго-запад от районного центра города Мураши.

## История
Деревня известна с 1727 года, когда здесь было учтено дворов 8 и жителей мужского пола 43, в 1764 году 164 жителя. В 1873 году учтено дворов 4 и жителей 16, в 1905 году 4 и 45, в 1926 6 и 32, в 1950 7 и 26, в 1989 году 1 житель. До 2021 года входила в Мурашинское сельское поселение Мурашинского района, ныне непосредственно в составе Мурашинского района.

## Население
Постоянное население составляло 1 человек (русские 80 %) в 2002 году, 0 в 2010.